# Dichondra macrocalyx
Dichondra macrocalyx är en vindeväxtart som beskrevs av Carl Daniel Friedrich Meisner. Dichondra macrocalyx ingår i släktet njurvindor, och familjen vindeväxter. Inga underarter finns listade i Catalogue of Life.